# توكي (غيفو)
مدينة توكي (بالإنجليزية: Toki)‏ هي أحد المدن التابعة لمحافظة غيفو. تأسست رسميًا في 01/02/1955. ويقدر عدد سكانها بـ 61393 نسمة حسب تقدير مكتب الإحصاء الياباني لعام 2012. تبلغ مساحة توكي 116.01 كم2. بكثافة سكانية تبلغ 529 نسمة/كم2.

## توأمة
لتوكي (غيفو) اتفاقيات توأمة مع:
- فاينزا (23 أكتوبر 1979 - )[3]

## أعلام
- شينيا هاشيموتو